# Сиєдиненіє (Бургаська область)
Сиєдине́ніє (болг. Съединение) — село в Бургаській області Болгарії. Входить до складу общини Сунгурларе.

## Населення
За даними перепису населення 2011 року у селі проживали 1029 осіб.
Національний склад населення села:
| Національність   | Кількість осіб | Відсоток |
| ---------------- | -------------- | -------- |
| турки            | 658            | 70,8%    |
| болгари          | 268            | 28,8%    |
| цигани           | 0              | 0%       |
| інша             | 0              | 0%       |
| не визначились   | 3              | 0,3%     |
| Всього відповіли | 929            |          |

Розподіл населення за віком у 2011 році:
Динаміка населення: